# Ліркайський договір
Ліркейський договір (3 травня 1814) — договір про перемир'я, укладений між роялістськими та патріотичними силами під час війни за незалежність Чилі.

## Передумови
Через виснаження обох армій у конфлікті після тривалої кампанії 1813 року та битв при Ель-Мембрилярі та Кечерегуасі прибуття англійського капітана HMS Phoebe Джеймса Гілляра з інструкціями від віцекороля Перу Хосе Фернандо де Абаскаля вести переговори з повстанцями вважалося доцільним.

## Угода
Договір був підписаний на березі річки Ліркай, приблизно в 7 кілометрах від міста Тальки командувачем Королівськими арміями в провінції Консепсьйон, бригадир Габіно Гаїнса та представниками чилійського верховного директора Франсіско де ла Ластра — бригадирами Бернардо О'Гіґґінсом і Хуаном Макенною.
Саме під час цих переговорів О'Гіґґінс познайомився з Хосе Антоніо Родрігесом Альдеа, який був секретарем коменданта роялістів, який пізніше став міністром фінансів О'Гіґґінса і однією з головних причин його непопулярності та остаточного падіння.
Договір складався з преамбули і 16 статей. У преамбулі договір покладав усю провину за знищення Королівства на родину Каррерів (не називаючи їх прямо). У власне документі патріоти підтвердили свою вірність королю Фердинанду VII, визначили Чилі невід'ємною частиною Іспанської монархії, пообіцяли фінансово допомогти іспанській скарбниці в межах економічних можливостей країни, надіслати депутатів до кортесів Кадісу, відмовитися від використання власного прапора і знову прийняти королівський штандарт і відкликати всі патріотичні війська на північ від річки Лонтуе.
Роялісти, з іншого боку, погодилися з існуванням чилійського тимчасового уряду та зобов'язалися звільнити місто Талька, вивести більшу частину своїх сил на південь від річки Мауле та залишити провінцію Консепсьйон. Договір також передбачав інші загальні положення, такі як припинення всіх бойових дій між обома арміями, обмін військовополоненими, реституція всього майна, конфіскованого чилійцями, прихильникам роялістів і виплата боргів Королівської армії в чилійській кампанії.

## Результати
Усе вказувало на те, що договір був не чим іншим, як способом, за допомогою якого обидві сторони могли досягти перемир'я. Гаїнса не залишив своїх позицій до погодженої дати, повстанці також не виконали домовленості. Єдиним практичним результатом договору було те, що він спричинив припинення вогню та створив фактичний кордон на річці Мауле.
Після підписання договору патріоти не рушили на північ від річки Лонтуе і залишилися в гарнізоні в Тальці. З іншого боку, бригадний генерал Гаїнса відступив до Чильяна, але не покинув район до домовленого часу, вирішивши замість цього залишитися в місті в очікуванні підкріплення. Коли його офіцери докоряли йому за колишні проступки, він заспокоїв їх, сказавши, що не має наміру виконувати ці частини угоди. Крім того, договір передбачав звільнення військовополонених, але цей захід не стосувався братів Каррера, які були захоплені 4 березня одним із загонів його ополчення, яким командував Клементе Лантаньо. Патріоти вставили таємний пункт, який встановлював, що ці люди будуть передані уряду та пізніше депортовані через політичну нестабільність, яку передбачала їхня свобода. Тим не менш, Гаїнса звільнив Хосе Мігеля Карреру та Луїса Карреру.
Після прибуття до Сантьяго Хосе Мігель Каррера відмовився визнати Ліркайську угоду та розпочав свою другу диктатуру, скинувши верховного правителя де ла Ластру шляхом державного перевороту 23 липня. Тим часом віцекороль Абаскаль був розлючений, коли прочитав текст договору, і усунув Гаїнсу від командування, замінивши його бригадним генералом Маріано Осоріо та відправивши останнього до Чилі на чолі нової експедиції з 5000 солдатів. Не задовольнившись цим, він віддав Гаїнсу під військовий суд у Лімі, звинувативши його у перевищенні повноважень.
Захоплення Каррерою влади не було прийнято О'Гіґґінсом, який разом зі своїми військами рушив до Сантьяго, проте зазнав поразки в битві при Лас-Трес-Асекіяс (26 серпня) від солдатів під командуванням Луїса Каррери. Одразу після битви з'явилася звістка про прибуття експедиції Осоріо, і це змусило прихильників О'Гіґґініса та Каррери припинити міжусобиці, щоб об'єднатися на захист революції. Проте патріотичні сили поступилися перед роялістами в результаті битви при Ранкагуа (1-2 жовтня 1814 року), що змусило більшість патріотів емігрувати до Мендоси.